# Leucopogon capitellatus
Leucopogon capitellatus är en ljungväxtart som beskrevs av Dc. Leucopogon capitellatus ingår i släktet Leucopogon och familjen ljungväxter. Inga underarter finns listade i Catalogue of Life.